# Rafael Dolis
Rafael José Dolis (né le 10 janvier 1988 à La Romana, en République dominicaine) est un lanceur droitier des Ligues majeures de baseball.

## Carrière
Rafael Dolis signe son premier contrat professionnel en 2004 avec les Cubs de Chicago. D'abord lanceur partant en ligues mineures, où il débute avec un club-école des Cubs en 2006, Dolis est converti en lanceur de relève durant l'année 2011.
Il gradue du niveau Double-A des ligues mineures à la fin de l'année 2011, obtenant des Cubs un rappel des Smokies du Tennessee de la Southern League le 19 septembre.
Dolis fait ses débuts dans le baseball majeur le 26 septembre 2011 par une présence d'une manche et un tiers lancée en relève contre San Diego. C'est son seul match joué pour Chicago en 2011. Il apparaît dans 34 parties de l'équipe comme lanceur de relève en 2012 mais sa moyenne de points mérités s'élève à 6,39 en 38 manches lancées. Il quitte les Cubs après la saison 2013. En 40 matchs joués au total pour eux, sa moyenne s'élève à 5,48 en 44 manches et un tiers lancées, avec deux victoires, quatre défaites, quatre sauvetages et 25 retraits sur des prises.
En 2014, il joue 4 matchs de ligues mineures avec les Grizzlies de Fresno, club alors affilié aux Giants de San Francisco, puis en 2015 il passe la saison chez les Mud Hens de Toledo, club-école des Tigers de Détroit.